# Hoher Straußberg
Der Hohe Straußberg ist ein 1933 m ü. NHN hoher Berg in Schwangau, in den Ammergauer Alpen, südöstlich von Füssen im deutschen Bundesland Bayern. Benachbarte Berge sind im Nordwesten nach Füssen hin der Tegelberg (1881 m), im Südwesten der Säuling (2047 m) und östlich die Hochplatte (2082 m). Weitere nahe Gipfel sind die Ahornspitze (1784 m), der Straußbergköpfl (1767 m) sowie der Niedere Straußberg (1877 m). Die Süd- beziehungsweise Südwestflanke des Hohen Straußbergs fällt zur Bleckenau und zur Pöllatschlucht hin ab.

## Stützpunkt und Touren
- Der bekannteste Weg auf den Hohen Straußberg führt von Hohenschwangau aus über den Ahornreitweg, die Ahorndiensthütte und danach durch großteils wegloses Gelände über die Nordseite zum Gipfel.
- Ein Abstieg kann weglos über die grün bewachsene und bewaldete Südseite zur Alpe Jägerhütte und auf dem Wirtschaftsweg zurück nach Hohenschwangau erfolgen.